# Konsumentföreningen Södra Kalmar län
Konsumentföreningen Södra Kalmar län var en konsumentförening med Kalmar som huvudort. Dess verksamhetsområde var södra Kalmar läns fastland samt Öland.

## Historik
Konsumentföreningen Södra Kalmar län bildades den 1 juni 1971 genom sammanslagning av Konsumtionsföreningen Kalmar med omnejd och Ölands konsumentförening. Föreningens område utgjordes då av Kalmar, Nybro, Emmaboda, Torsås och Öland. Man hade två Domusvaruhus, två hallbutiker, sexton övriga livsmedelsbutiker, två varubussar och två Domusrestauranger.
Bildandet av Konsumentföreningen Södra Kalmar län var ett led i koncentration av konsumentföreningarna som såg deras antal i Kalmar län minska från 24 stycken 1960 till fyra kvarvarande 1971. Ölandsföreningen hade bildats genom sammanslagning av föreningarna för öns södra och norra delar. I Kalmarföreningen hade flera av områdets föreningar uppgått, bland annat Emmaboda konsumtionsförening som uppgick i Konsum Kalmar 1962.
Hösten 1972 öppnade Domus i Emmaboda. I samband med detta lades butiken i Lindås ner. Den 10 oktober 1972 invigdes även Norrliden Centrum med en ny Konsumhall som ersatte den tidigare butiken i området. Därmed hade föreningen sammanlagt 23 enheter vid 1972 års utgång, inklusive varuhus, butiker, varubussar och restauranger. Den 10 maj 1973 invigdes en ny Konsumhall i Färjestaden. År 1975 byggdes Berga Centrum som också inrymde en Konsumbutik.
I maj 1985 öppnade föreningen en Obs! Stormarknad i Kalmar.
I slutet av 1980-talet och början av 1990-talet led föreningen av förluster som gjorde att dess revisorer menade att den var nära att likvideras. År 1994 uppgick föreningen i Konsumentföreningen Göta som innan dess omfattade huvuddelen av Kronobergs och Jönköpings län. Göta uppgick 2020 i Coop Väst som fortsatte driva Coopbutiker i föreningens tidigare område.